# Bisdom Miao
Het bisdom Miao (Latijn: Dioecesis Miaoensis) is een rooms-katholiek bisdom met als zetel Miao, in India. Het bisdom is suffragaan aan het aartsbisdom Guwahati. 

## Geschiedenis
Het bisdom werd opgericht op 7 december 2005, uit delen van het bisdom Dibrugarh.

## Parochies
Het bisdom had in 2021 een oppervlakte van 43.955 km2 en telde 497.830 inwoners waarvan 19,8% rooms-katholiek was.

## Bisschoppen
- George Palliparampil (7 december 2005 - heden)
  - Dennis Panipitchai (hulpbisschop: 8 juni 2018 - heden)

Guwahati (aartsbisdom) · Bongaigaon · Dibrugarh · Diphu · Itanagar · Miao · Tezpur